# Album al numero uno in Islanda
La presente lista elenca gli album alla posizione numero uno della classifica settimanale islandese, la Tónlistinn, che sono stati, nel corso delle settimane, i dischi più riprodotti su Spotify e più venduti nei negozi a livello nazionale.

## 2018
| Settimana | Artista                  | Album                          | Note  |
| --------- | ------------------------ | ------------------------------ | ----- |
| 40        | Víkingur Heiðar Ólafsson | Johann Sebastian Bach          | [ 1 ] |
| 41        | Víkingur Heiðar Ólafsson | Johann Sebastian Bach          | [ 1 ] |
| 42        | Séra Bjössi              | Gamla testamentið              | [ 2 ] |
| 43        | JóiPé & Króli            | 22:40-08:16                    | [ 3 ] |
| 44        | Herra Hnetusmjör         | KBE kynnir: Hetjan úr hverfinu | [ 3 ] |
| 45        | Herra Hnetusmjör         | KBE kynnir: Hetjan úr hverfinu | [ 4 ] |
| 46        | Herra Hnetusmjör         | KBE kynnir: Hetjan úr hverfinu | [ 5 ] |
| 47        | Herra Hnetusmjör         | KBE kynnir: Hetjan úr hverfinu | [ 5 ] |
| 48        | Herra Hnetusmjör         | KBE kynnir: Hetjan úr hverfinu | [ 6 ] |
| 49        | Baggalútur               | Allt gott                      | [ 7 ] |
| 50        | Baggalútur               | Allt gott                      | [ 8 ] |
| 51        | Víkingur Heiðar Ólafsson | Johann Sebastian Bach          | [ 8 ] |
| 52        | Víkingur Heiðar Ólafsson | Johann Sebastian Bach          | [ 9 ] |

## 2019
| Settimana | Artista                   | Album                                    | Note   |
| --------- | ------------------------- | ---------------------------------------- | ------ |
| 1         | Herra Hnetusmjör          | KBE kynnir: Hetjan úr hverfinu           | [ 10 ] |
| 2         | Herra Hnetusmjör          | KBE kynnir: Hetjan úr hverfinu           | [ 11 ] |
| 3         | Yung Nigo Drippin         | Plús hús 2                               | [ 12 ] |
| 4         | Herra Hnetusmjör          | KBE kynnir: Hetjan úr hverfinu           | [ 13 ] |
| 5         | Júníus Meyvant            | Across the Borders                       | [ 14 ] |
| 6         | Floni                     | Floni 2                                  | [ 14 ] |
| 7         | Floni                     | Floni 2                                  | [ 15 ] |
| 8         | Floni                     | Floni 2                                  | [ 16 ] |
| 9         | Floni                     | Floni 2                                  | [ 17 ] |
| 10        | Floni                     | Floni 2                                  | [ 18 ] |
| 11        | Floni                     | Floni 2                                  | [ 19 ] |
| 12        | Herra Hnetusmjör e Huginn | KBE kynnir: Dögun                        | [ 20 ] |
| 13        | Herra Hnetusmjör e Huginn | KBE kynnir: Dögun                        | [ 20 ] |
| 14        | Billie Eilish             | When We All Fall Asleep, Where Do We Go? | [ 21 ] |
| 15        | Billie Eilish             | When We All Fall Asleep, Where Do We Go? | [ 22 ] |
| 16        | Billie Eilish             | When We All Fall Asleep, Where Do We Go? | [ 23 ] |
| 17        | Billie Eilish             | When We All Fall Asleep, Where Do We Go? | [ 23 ] |
| 18        | Billie Eilish             | When We All Fall Asleep, Where Do We Go? | [ 24 ] |
| 19        | Billie Eilish             | When We All Fall Asleep, Where Do We Go? | [ 25 ] |
| 20        | Billie Eilish             | When We All Fall Asleep, Where Do We Go? | [ 26 ] |
| 21        | Billie Eilish             | When We All Fall Asleep, Where Do We Go? | [ 27 ] |
| 22        | Billie Eilish             | When We All Fall Asleep, Where Do We Go? | [ 28 ] |
| 23        | ClubDub                   | Tónlist                                  | [ 29 ] |
| 24        | ClubDub                   | Tónlist                                  | [ 30 ] |
| 25        | ClubDub                   | Tónlist                                  | [ 31 ] |
| 26        | Billie Eilish             | When We All Fall Asleep, Where Do We Go? | [ 32 ] |
| 27        | Billie Eilish             | When We All Fall Asleep, Where Do We Go? | [ 33 ] |
| 28        | Billie Eilish             | When We All Fall Asleep, Where Do We Go? | [ 34 ] |
| 29        | Ed Sheeran                | No. 6 Collaborations Project             | [ 34 ] |
| 30        | Ed Sheeran                | No. 6 Collaborations Project             | [ 35 ] |
| 31        | Of Monsters and Men       | Fever Dream                              | [ 36 ] |
| 32        | ClubDub                   | Tónlist                                  | [ 37 ] |
| 33        | Bubbi                     | Regnbogans stræti                        | [ 38 ] |
| 34        | Bubbi                     | Regnbogans stræti                        | [ 39 ] |
| 35        | Auður                     | Afsakanir                                | [ 40 ] |
| 36        | Luigi                     | Luigi                                    | [ 41 ] |
| 37        | Post Malone               | Hollywood's Bleeding                     | [ 42 ] |
| 38        | Post Malone               | Hollywood's Bleeding                     | [ 43 ] |
| 39        | Post Malone               | Hollywood's Bleeding                     | [ 44 ] |
| 40        | Post Malone               | Hollywood's Bleeding                     | [ 45 ] |
| 41        | Post Malone               | Hollywood's Bleeding                     | [ 45 ] |
| 42        | Post Malone               | Hollywood's Bleeding                     | [ 45 ] |
| 43        | Post Malone               | Hollywood's Bleeding                     | [ 46 ] |
| 44        | Kanye West                | Jesus Is King                            | [ 47 ] |
| 45        | Daniil                    | 300                                      | [ 48 ] |
| 46        | Daniil                    | 300                                      | [ 49 ] |
| 47        | Daniil                    | 300                                      | [ 50 ] |
| 48        | Hafdís Huld               | Vögguvísur                               | [ 51 ] |
| 49        | Michael Bublé             | Christmas                                | [ 52 ] |
| 50        | Michael Bublé             | Christmas                                | [ 53 ] |
| 51        | Baggalútur                | Jólaland                                 | [ 54 ] |
| 52        | Michael Bublé             | Christmas                                | [ 54 ] |

## 2020
| Settimana | Artista                                    | Album                                    | Note                      |
| --------- | ------------------------------------------ | ---------------------------------------- | ------------------------- |
| 1         | JackBoys                                   | JackBoys                                 | [ 55 ]                    |
| 2         | JackBoys                                   | JackBoys                                 | [ 55 ]                    |
| 3         | Hafdís Huld                                | Vögguvísur                               | [ 56 ]                    |
| 4         | Eminem                                     | Music to Be Murdered By                  | [ 56 ]                    |
| 5         | Billie Eilish                              | When We All Fall Asleep, Where Do We Go? | [ 57 ]                    |
| 6         | Billie Eilish                              | When We All Fall Asleep, Where Do We Go? | [ 57 ]                    |
| 7         | Ásgeir Trausti                             | Sátt/Bury the Moon                       | [ 58 ]                    |
| 8         | classifica non pubblicata                  | classifica non pubblicata                | classifica non pubblicata |
| 9         | GDRN                                       | GDRN                                     | [ 59 ]                    |
| 10        | Ýmsir                                      | Söngvakeppnin 2020                       | [ 60 ]                    |
| 11        | Lil Uzi Vert                               | Eternal Atake                            | [ 60 ]                    |
| 12        | Lil Uzi Vert                               | Eternal Atake                            | [ 61 ]                    |
| 13        | The Weeknd                                 | After Hours                              | [ 62 ]                    |
| 14        | Víkingur Heiðar Ólafsson                   | Debussy - Rameau                         | [ 63 ]                    |
| 15        | Víkingur Heiðar Ólafsson                   | Debussy - Rameau                         | [ 64 ]                    |
| 16        | The Weeknd                                 | After Hours                              | [ 65 ]                    |
| 17        | JóiPé & Króli                              | Í miðjum kjarnorkuvetri                  | [ 66 ]                    |
| 18        | JóiPé & Króli                              | Í miðjum kjarnorkuvetri                  | [ 67 ]                    |
| 19        | The Weeknd                                 | After Hours                              | [ 68 ]                    |
| 20        | The Weeknd                                 | After Hours                              | [ 69 ]                    |
| 21        | The Weeknd                                 | After Hours                              | [ 70 ]                    |
| 22        | The Weeknd                                 | After Hours                              | [ 71 ]                    |
| 23        | The Weeknd                                 | After Hours                              | [ 72 ]                    |
| 24        | Séra Bjössi                                | Nýja testamentið                         | [ 73 ]                    |
| 25        | Séra Bjössi                                | Nýja testamentið                         | [ 74 ]                    |
| 26        | Hafdís Huld                                | Vögguvísur                               | [ 75 ]                    |
| 27        | Luigi                                      | Breyttir tímar                           | [ 75 ]                    |
| 28        | Pop Smoke                                  | Shoot for the Stars, Aim for the Moon    | [ 76 ]                    |
| 29        | Juice Wrld                                 | Legends Never Die                        | [ 77 ]                    |
| 30        | Ásgeir Trausti                             | Sátt                                     | [ 78 ]                    |
| 31        | Hera                                       | Hera                                     | [ 79 ]                    |
| 32        | Pop Smoke                                  | Shoot for the Stars, Aim for the Moon    | [ 80 ]                    |
| 33        | Pop Smoke                                  | Shoot for the Stars, Aim for the Moon    | [ 81 ]                    |
| 34        | Pop Smoke                                  | Shoot for the Stars, Aim for the Moon    | [ 82 ]                    |
| 35        | Pop Smoke                                  | Shoot for the Stars, Aim for the Moon    | [ 83 ]                    |
| 36        | Pop Smoke                                  | Shoot for the Stars, Aim for the Moon    | [ 84 ]                    |
| 37        | Herra Hnetusmjör                           | KBE kynnir: Erfingi krúnunnar            | [ 85 ]                    |
| 38        | Herra Hnetusmjör                           | KBE kynnir: Erfingi krúnunnar            | [ 86 ]                    |
| 39        | Pop Smoke                                  | Shoot for the Stars, Aim for the Moon    | [ 87 ]                    |
| 40        | Pop Smoke                                  | Shoot for the Stars, Aim for the Moon    | [ 88 ]                    |
| 41        | 21 Savage                                  | Savage Mode II                           | [ 89 ]                    |
| 42        | Bríet                                      | Kveðja, Bríet                            | [ 90 ]                    |
| 43        | Bríet                                      | Kveðja, Bríet                            | [ 91 ]                    |
| 44        | Bríet                                      | Kveðja, Bríet                            | [ 92 ]                    |
| 45        | Bríet                                      | Kveðja, Bríet                            | [ 93 ]                    |
| 46        | Bríet                                      | Kveðja, Bríet                            | [ 94 ]                    |
| 47        | Bríet                                      | Kveðja, Bríet                            | [ 95 ]                    |
| 48        | Bríet                                      | Kveðja, Bríet                            | [ 96 ]                    |
| 49        | Bríet                                      | Kveðja, Bríet                            | [ 97 ]                    |
| 50        | Bríet                                      | Kveðja, Bríet                            | [ 98 ]                    |
| 51        | Sigurður Guðmundsson & Sigríður Thorlacius | Það eru jól                              | [ 99 ]                    |
| 52        | Sigurður Guðmundsson & Sigríður Thorlacius | Það eru jól                              | [ 100 ]                   |
| 53        | Bríet                                      | Kveðja, Bríet                            | [ 101 ]                   |

## 2021
| Settimana | Artista                             | Album                  | Note    |
| --------- | ----------------------------------- | ---------------------- | ------- |
| 1         | Bríet                               | Kveðja, Bríet          | [ 102 ] |
| 2         | Bríet                               | Kveðja, Bríet          | [ 103 ] |
| 3         | Bríet                               | Kveðja, Bríet          | [ 104 ] |
| 4         | Bríet                               | Kveðja, Bríet          | [ 105 ] |
| 5         | Bríet                               | Kveðja, Bríet          | [ 106 ] |
| 6         | Bríet                               | Kveðja, Bríet          | [ 107 ] |
| 7         | Bríet                               | Kveðja, Bríet          | [ 108 ] |
| 8         | Bríet                               | Kveðja, Bríet          | [ 109 ] |
| 9         | Bríet                               | Kveðja, Bríet          | [ 109 ] |
| 10        | Bríet                               | Kveðja, Bríet          | [ 110 ] |
| 11        | Víkingur Heiðar Ólafsson            | Reflections            | [ 111 ] |
| 12        | Justin Bieber                       | Justice                | [ 112 ] |
| 13        | Bríet                               | Kveðja, Bríet          | [ 113 ] |
| 14        | Bríet                               | Kveðja, Bríet          | [ 114 ] |
| 15        | Bríet                               | Kveðja, Bríet          | [ 115 ] |
| 16        | Bríet                               | Kveðja, Bríet          | [ 116 ] |
| 17        | Kaleo                               | Surface Sounds         | [ 117 ] |
| 18        | KK                                  | Árin 1985 til 2000     | [ 118 ] |
| 19        | Hafdís Huld                         | Vögguvísur             | [ 119 ] |
| 20        | J. Cole                             | The Off-Season         | [ 120 ] |
| 21        | Olivia Rodrigo                      | Sour                   | [ 121 ] |
| 22        | Olivia Rodrigo                      | Sour                   | [ 122 ] |
| 23        | Olivia Rodrigo                      | Sour                   | [ 123 ] |
| 24        | Bubbi                               | Sjálfsmynd             | [ 124 ] |
| 25        | Olivia Rodrigo                      | Sour                   | [ 125 ] |
| 26        | Aron Can                            | Andi, líf, hjarta, sál | [ 126 ] |
| 27        | Aron Can                            | Andi, líf, hjarta, sál | [ 127 ] |
| 28        | Dimma                               | Þögn                   | [ 128 ] |
| 29        | Pop Smoke                           | Faith                  | [ 129 ] |
| 30        | Olivia Rodrigo                      | Sour                   | [ 130 ] |
| 31        | Billie Eilish                       | Happier than Ever      | [ 131 ] |
| 32        | Billie Eilish                       | Happier than Ever      | [ 132 ] |
| 33        | KK                                  | Lucky One              | [ 132 ] |
| 34        | Hafdís Huld                         | Vögguvísur             | [ 133 ] |
| 35        | Kanye West                          | Donda                  | [ 134 ] |
| 36        | Drake                               | Certified Lover Boy    | [ 135 ] |
| 37        | Kanye West                          | Donda                  | [ 136 ] |
| 38        | Hafdís Huld                         | Vögguvísur             | [ 137 ] |
| 39        | Hafdís Huld                         | Vögguvísur             | [ 138 ] |
| 40        | Hafdís Huld                         | Vögguvísur             | [ 139 ] |
| 41        | Hafdís Huld                         | Vögguvísur             | [ 140 ] |
| 42        | Birnir                              | Bushido                | [ 141 ] |
| 43        | Birnir                              | Bushido                | [ 142 ] |
| 44        | Birnir                              | Bushido                | [ 143 ] |
| 45        | ABBA                                | Voyage                 | [ 144 ] |
| 46        | Hafdís Huld                         | Vögguvísur             | [ 145 ] |
| 47        | Adele                               | 30                     | [ 146 ] |
| 48        | Adele                               | 30                     | [ 147 ] |
| 49        | Hafdís Huld                         | Vögguvísur             | [ 148 ] |
| 50        | Hafdís Huld                         | Vögguvísur             | [ 149 ] |
| 51        | Sigurður Guðmundsson e Memfismafían | Nú stendur mikið til   | [ 150 ] |
| 52        | Hafdís Huld                         | Vögguvísur             | [ 151 ] |

## 2022
| Settimana | Artista              | Album               | Note    |
| --------- | -------------------- | ------------------- | ------- |
| 1         | Hafdís Huld          | Vögguvísur          | [ 152 ] |
| 2         | Hafdís Huld          | Vögguvísur          | [ 153 ] |
| 3         | Laddi                | Það er aldeilis     | [ 154 ] |
| 4         | Hafdís Huld          | Vögguvísur          | [ 155 ] |
| 5         | Friðrik Dór          | Dætur               | [ 156 ] |
| 6         | Hafdís Huld          | Vögguvísur          | [ 157 ] |
| 7         | Hafdís Huld          | Vögguvísur          | [ 158 ] |
| 8         | Hafdís Huld          | Vögguvísur          | [ 159 ] |
| 9         | Hafdís Huld          | Vögguvísur          | [ 160 ] |
| 10        | Hafdís Huld          | Vögguvísur          | [ 161 ] |
| 11        | Hafdís Huld          | Vögguvísur          | [ 162 ] |
| 12        | Hafdís Huld          | Vögguvísur          | [ 163 ] |
| 13        | Hafdís Huld          | Vögguvísur          | [ 164 ] |
| 14        | Hafdís Huld          | Vögguvísur          | [ 165 ] |
| 15        | Hafdís Huld          | Vögguvísur          | [ 166 ] |
| 16        | Hafdís Huld          | Vögguvísur          | [ 167 ] |
| 17        | Hafdís Huld          | Vögguvísur          | [ 168 ] |
| 18        | Hafdís Huld          | Vögguvísur          | [ 169 ] |
| 19        | Hafdís Huld          | Vögguvísur          | [ 170 ] |
| 20        | Hafdís Huld          | Vögguvísur          | [ 171 ] |
| 21        | Harry Styles         | Harry's House       | [ 172 ] |
| 22        | Harry Styles         | Harry's House       | [ 173 ] |
| 23        | Hafdís Huld          | Vögguvísur          | [ 174 ] |
| 24        | Hafdís Huld          | Vögguvísur          | [ 175 ] |
| 25        | Hafdís Huld          | Vögguvísur          | [ 176 ] |
| 26        | Hafdís Huld          | Vögguvísur          | [ 177 ] |
| 27        | Hafdís Huld          | Vögguvísur          | [ 178 ] |
| 28        | Hafdís Huld          | Vögguvísur          | [ 179 ] |
| 29        | Hafdís Huld          | Vögguvísur          | [ 180 ] |
| 30        | Hafdís Huld          | Vögguvísur          | [ 181 ] |
| 31        | Hafdís Huld          | Vögguvísur          | [ 182 ] |
| 32        | Hafdís Huld          | Vögguvísur          | [ 183 ] |
| 33        | Hafdís Huld          | Vögguvísur          | [ 184 ] |
| 34        | Hafdís Huld          | Vögguvísur          | [ 185 ] |
| 35        | Hafdís Huld          | Vögguvísur          | [ 186 ] |
| 36        | Hafdís Huld          | Vögguvísur          | [ 187 ] |
| 37        | Hafdís Huld          | Vögguvísur          | [ 188 ] |
| 38        | GDRN e Magnús Jóhann | Tíu íslensk sönglög | [ 189 ] |
| 39        | Hafdís Huld          | Vögguvísur          | [ 190 ] |
| 40        | Hafdís Huld          | Vögguvísur          | [ 191 ] |
| 41        | Hafdís Huld          | Vögguvísur          | [ 192 ] |
| 42        | Hafdís Huld          | Vögguvísur          | [ 193 ] |
| 43        | Taylor Swift         | Midnights           | [ 194 ] |
| 44        | Skálmöld             | Börn Loka           | [ 195 ] |
| 45        | Drake e 21 Savage    | Her Loss            | [ 196 ] |
| 46        | Hafdís Huld          | Vögguvísur          | [ 197 ] |
| 47        | Hafdís Huld          | Vögguvísur          | [ 198 ] |
| 48        | Hafdís Huld          | Vögguvísur          | [ 199 ] |
| 49        | Hafdís Huld          | Vögguvísur          | [ 200 ] |
| 50        | Hafdís Huld          | Vögguvísur          | [ 201 ] |
| 51        | Hafdís Huld          | Vögguvísur          | [ 202 ] |
| 52        | Hafdís Huld          | Vögguvísur          | [ 203 ] |

## 2023
| Settimana | Artista                   | Album                     | Note                      |
| --------- | ------------------------- | ------------------------- | ------------------------- |
| 1         | Hafdís Huld               | Vögguvísur                | [ 204 ]                   |
| 2         | Hafdís Huld               | Vögguvísur                | [ 205 ]                   |
| 3         | Hafdís Huld               | Vögguvísur                | [ 206 ]                   |
| 4         | Hafdís Huld               | Vögguvísur                | [ 207 ]                   |
| 5         | Hafdís Huld               | Vögguvísur                | [ 208 ]                   |
| 6         | Hafdís Huld               | Vögguvísur                | [ 209 ]                   |
| 7         | Hafdís Huld               | Vögguvísur                | [ 210 ]                   |
| 8         | Hafdís Huld               | Vögguvísur                | [ 211 ]                   |
| 9         | Hafdís Huld               | Vögguvísur                | [ 212 ]                   |
| 10        | Hafdís Huld               | Vögguvísur                | [ 213 ]                   |
| 11        | Hafdís Huld               | Vögguvísur                | [ 214 ]                   |
| 12        | Hafdís Huld               | Vögguvísur                | [ 215 ]                   |
| 13        | Daniil                    | 600                       | [ 216 ]                   |
| 14        | Hafdís Huld               | Vögguvísur                | [ 217 ]                   |
| 15        | Hafdís Huld               | Vögguvísur                | [ 218 ]                   |
| 16        | Hafdís Huld               | Vögguvísur                | [ 219 ]                   |
| 17        | Hafdís Huld               | Vögguvísur                | [ 220 ]                   |
| 18        | Hafdís Huld               | Vögguvísur                | [ 221 ]                   |
| 19        | Hafdís Huld               | Vögguvísur                | [ 222 ]                   |
| 20        | Hafdís Huld               | Vögguvísur                | [ 223 ]                   |
| 21        | Hafdís Huld               | Vögguvísur                | [ 224 ]                   |
| 22        | Hafdís Huld               | Vögguvísur                | [ 225 ]                   |
| 23        | Hafdís Huld               | Vögguvísur                | [ 226 ]                   |
| 24        | Hafdís Huld               | Vögguvísur                | [ 227 ]                   |
| 25        | Hafdís Huld               | Vögguvísur                | [ 228 ]                   |
| 26        | Hafdís Huld               | Vögguvísur                | [ 229 ]                   |
| 27        | Hafdís Huld               | Vögguvísur                | [ 230 ]                   |
| 28        | Hafdís Huld               | Vögguvísur                | [ 231 ]                   |
| 29        | Hafdís Huld               | Vögguvísur                | [ 232 ]                   |
| 30        | Hafdís Huld               | Vögguvísur                | [ 233 ]                   |
| 31        | Travis Scott              | Utopia                    | [ 234 ]                   |
| 32        | Hafdís Huld               | Vögguvísur                | [ 235 ]                   |
| 33        | Hafdís Huld               | Vögguvísur                | [ 236 ]                   |
| 34        | Hafdís Huld               | Vögguvísur                | [ 237 ]                   |
| 35        | Hafdís Huld               | Vögguvísur                | [ 238 ]                   |
| 36        | Hafdís Huld               | Vögguvísur                | [ 239 ]                   |
| 37        | Rock Paper Sisters        | One in a Million          | [ 240 ]                   |
| 38        | Hafdís Huld               | Vögguvísur                | [ 241 ]                   |
| 39        | Hafdís Huld               | Vögguvísur                | [ 242 ]                   |
| 40        | Hafdís Huld               | Vögguvísur                | [ 243 ]                   |
| 41        | Hafdís Huld               | Vögguvísur                | [ 244 ]                   |
| 42        | Hafdís Huld               | Vögguvísur                | [ 245 ]                   |
| 43        | The Rolling Stones        | Hackney Diamonds          | [ 246 ]                   |
| 44        | Hafdís Huld               | Vögguvísur                | [ 247 ]                   |
| 45        | Hafdís Huld               | Vögguvísur                | [ 248 ]                   |
| 46        | classifica non archiviata | classifica non archiviata | classifica non archiviata |
| 47        | classifica non archiviata | classifica non archiviata | classifica non archiviata |
| 48        | Hafdís Huld               | Vögguvísur                | [ 249 ]                   |
| 49        | Bubbi Morthens            | Ljós og skuggar           | [ 250 ]                   |
| 50        | Hafdís Huld               | Vögguvísur                | [ 251 ]                   |
| 51        | Baggalútur                | Jólasjór                  | [ 252 ]                   |
| 52        | Hafdís Huld               | Vögguvísur                | [ 253 ]                   |

## 2024
| Settimana | Artista                             | Album                          | Note                      |
| --------- | ----------------------------------- | ------------------------------ | ------------------------- |
| 1         | Hafdís Huld                         | Vögguvísur                     | [ 254 ]                   |
| 2         | Hafdís Huld                         | Vögguvísur                     | [ 255 ]                   |
| 3         | Hafdís Huld                         | Vögguvísur                     | [ 256 ]                   |
| 4         | Hafdís Huld                         | Vögguvísur                     | [ 257 ]                   |
| 5         | Hafdís Huld                         | Vögguvísur                     | [ 258 ]                   |
| 6         | Hafdís Huld                         | Vögguvísur                     | [ 259 ]                   |
| 7         | ¥$                                  | Vultures 1                     | [ 260 ]                   |
| 8         | Ízleifur                            | Þetta er Ízleifur              | [ 261 ]                   |
| 9         | Hafdís Huld                         | Vögguvísur                     | [ 262 ]                   |
| 10        | Hafdís Huld                         | Vögguvísur                     | [ 263 ]                   |
| 11        | Hafdís Huld                         | Vögguvísur                     | [ 264 ]                   |
| 12        | Hafdís Huld                         | Vögguvísur                     | [ 265 ]                   |
| 13        | Hafdís Huld                         | Vögguvísur                     | [ 266 ]                   |
| 14        | Hafdís Huld                         | Vögguvísur                     | [ 267 ]                   |
| 15        | Hafdís Huld                         | Vögguvísur                     | [ 268 ]                   |
| 16        | Hafdís Huld                         | Vögguvísur                     | [ 268 ]                   |
| 17        | Taylor Swift                        | The Tortured Poets Department  | [ 269 ]                   |
| 18        | Laufey                              | Bewitched: The Goddess Edition | [ 270 ]                   |
| 19        | Hafdís Huld                         | Vögguvísur                     | [ 270 ]                   |
| 20        | ClubDub                             | Risa tilkynning                | [ 271 ]                   |
| 21        | Billie Eilish                       | Hit Me Hard and Soft           | [ 272 ]                   |
| 22        | Patrik                              | PBT 2.0                        | [ 273 ]                   |
| 23        | Bríet e Birnir                      | 1000 orð                       | [ 274 ]                   |
| 24        | Billie Eilish                       | Hit Me Hard and Soft           | [ 275 ]                   |
| 25        | Hafdís Huld                         | Vögguvísur                     | [ 276 ]                   |
| 26        | Hafdís Huld                         | Vögguvísur                     | [ 277 ]                   |
| 27        | Hafdís Huld                         | Vögguvísur                     | [ 277 ]                   |
| 28        | Hafdís Huld                         | Vögguvísur                     | [ 278 ]                   |
| 29        | Hafdís Huld                         | Vögguvísur                     | [ 279 ]                   |
| 30        | Hafdís Huld                         | Vögguvísur                     | [ 280 ]                   |
| 31        | Hafdís Huld                         | Vögguvísur                     | [ 281 ]                   |
| 32        | Hafdís Huld                         | Vögguvísur                     | [ 282 ]                   |
| 33        | Hafdís Huld                         | Vögguvísur                     | [ 283 ]                   |
| 34        | Herra Hnetusmjör                    | KBE kynnir: Legend í leiknum   | [ 284 ]                   |
| 35        | Hafdís Huld                         | Vögguvísur                     | [ 285 ]                   |
| 36        | Hafdís Huld                         | Vögguvísur                     | [ 286 ]                   |
| 37        | Hafdís Huld                         | Vögguvísur                     | [ 287 ]                   |
| 38        | Hafdís Huld                         | Vögguvísur                     | [ 288 ]                   |
| 39        | Aron Can                            | Þegar ég segi Monní            | [ 289 ]                   |
| 40        | Aron Can                            | Þegar ég segi Monní            | [ 290 ]                   |
| 41        | classifica non archiviata           | classifica non archiviata      | classifica non archiviata |
| 42        | classifica non archiviata           | classifica non archiviata      | classifica non archiviata |
| 43        | HubbaBubba                          | Stórasta plata í heimi         | [ 291 ]                   |
| 44        | Floni                               | Floni 3                        | [ 291 ]                   |
| 45        | Bubbi Morthens                      | Dansaðu                        | [ 292 ]                   |
| 46        | Hafdís Huld                         | Vögguvísur                     | [ 293 ]                   |
| 47        | Hafdís Huld                         | Vögguvísur                     | [ 294 ]                   |
| 48        | GDRN e Magnús Jóhann                | Nokkur jólaleg lög             | [ 294 ]                   |
| 49        | GDRN e Magnús Jóhann                | Nokkur jólaleg lög             | [ 295 ]                   |
| 50        | classifica non archiviata           | classifica non archiviata      | classifica non archiviata |
| 51        | IceGuys                             | 1918                           | [ 296 ]                   |
| 52        | Sigurður Guðmundsson e Memfismafían | Nú stendur mikið til           | [ 296 ]                   |

## 2025
| Settimana | Artista                 | Album             | Note    |
| --------- | ----------------------- | ----------------- | ------- |
| 1         | Hafdís Huld             | Vögguvísur        | [ 297 ] |
| 2         | Hafdís Huld             | Vögguvísur        | [ 298 ] |
| 3         | Hafdís Huld             | Vögguvísur        | [ 299 ] |
| 4         | Hafdís Huld             | Vögguvísur        | [ 300 ] |
| 5         | Hafdís Huld             | Vögguvísur        | [ 301 ] |
| 6         | Hafdís Huld             | Vögguvísur        | [ 302 ] |
| 7         | Hafdís Huld             | Vögguvísur        | [ 303 ] |
| 8         | Hafdís Huld             | Vögguvísur        | [ 304 ] |
| 9         | Hafdís Huld             | Vögguvísur        | [ 305 ] |
| 10        | Bubbi Morthens          | Sögur af landi    | [ 306 ] |
| 11        | Hafdís Huld             | Vögguvísur        | [ 307 ] |
| 12        | Playboi Carti           | Music             | [ 308 ] |
| 13        | Hafdís Huld             | Vögguvísur        | [ 309 ] |
| 14        | Birnir                  | Bushido           | [ 310 ] |
| 15        | Daniil                  | Brat              | [ 311 ] |
| 16        | Vilhjálmur Vilhjálmsson | Við eigum samleið | [ 312 ] |
| 17        | Hafdís Huld             | Vögguvísur        | [ 312 ] |
| 18        | Hafdís Huld             | Vögguvísur        | [ 313 ] |
| 19        | Hafdís Huld             | Vögguvísur        | [ 314 ] |
| 20        | Hafdís Huld             | Vögguvísur        | [ 315 ] |
| 21        | Hafdís Huld             | Vögguvísur        | [ 316 ] |
| 22        | Birnir                  | Dyrnar            | [ 317 ] |
| 23        | Birnir                  | Dyrnar            | [ 318 ] |
| 24        | Birnir                  | Dyrnar            | [ 319 ] |
| 25        | Hafdís Huld             | Vögguvísur        | [ 320 ] |
| 26        | Hafdís Huld             | Vögguvísur        | [ 321 ] |
| 27        | Ásgeir Trausti          | Dýrð í dauðaþögn  | [ 322 ] |
| 28        | Hafdís Huld             | Vögguvísur        | [ 323 ] |
| 29        | Justin Bieber           | Swag              | [ 324 ] |
| 30        | Hafdís Huld             | Vögguvísur        | [ 325 ] |